# Amparo Menéndez-Carrión
Amparo Menéndez-Carrión (Dolores, Departamento de Soriano, 1949) es una politóloga y académica en política comparada nacida en Uruguay y nacionalizada ecuatoriana.Obtuvo su PhD en la Escuela de Universidad de Johns Hopkins y sus estudios de pregrado fueron en la Universidad de Minnesota. Fue directora general de la Sede Ecuador de la Facultad latinoamericana de Ciencias Sociales (FLACSO) entre 1987 y 1995, profesora en la Universidad de Chile y Macalester College, y vicepresidente de la Asociación Chilena de Ciencia Política
Es reconocida por sus numerosas publicaciones sobre cultura política, populismo y ciudadanía, desempeñándose como autora, editora y coeditora. Su obra "La conquista del voto: De Velasco a Roldós", que analiza el populismo y clientelismo en Ecuador, es considerada una referencia esencial en su campo y fue premiada como el mejor libro de ciencias sociales en Ecuador en 1986.
En 2008, recibió la Orden de Bernardo O'Higgins, el mayor honor chileno para extranjeros, otorgado por el gobierno de Michelle Bachelet. En 2016, fue galardonada con el Premio Bartolomé Hidalgo en la categoría de ensayo histórico nacional por su libro "Memorias de ciudadanía".

## Selección de obras
- Memorias de Ciudadanía: Avatares de una Polis Golpeada.
- Revisiting the Polis amidst shifting sands. The places and spaces of citizenship and the public in the new global.
- La Conquista del Voto: De Velasco a Roldos.
- Violencia en la Región Andina: El Caso de Ecuador.
- Ecuador: La Democracia Esquiva.
- La democracia en el Ecuador: desafíos, dilemmas y perspectivas Antdemocracia.
- El lugar de la ciudadanía en los entornos de hoy : Una mirada desde América Latina.
- Repensar la polis. Del clientelismo al espacio público. Compilación y estudio introductorio de Paulo Ravecca.